# Pavlikeni Point
Pavlikeni Point är en udde i Antarktis. Den ligger i Sydshetlandsöarna. Argentina, Chile och Storbritannien gör anspråk på området.
Terrängen inåt land är platt norrut, men åt sydost är den kuperad. Havet är nära Pavlikeni Point åt nordväst. Trakten är glest befolkad. Närmaste befolkade plats är Maldonado Station, 11,5 kilometer öster om Pavlikeni Point. 